# El Guincho

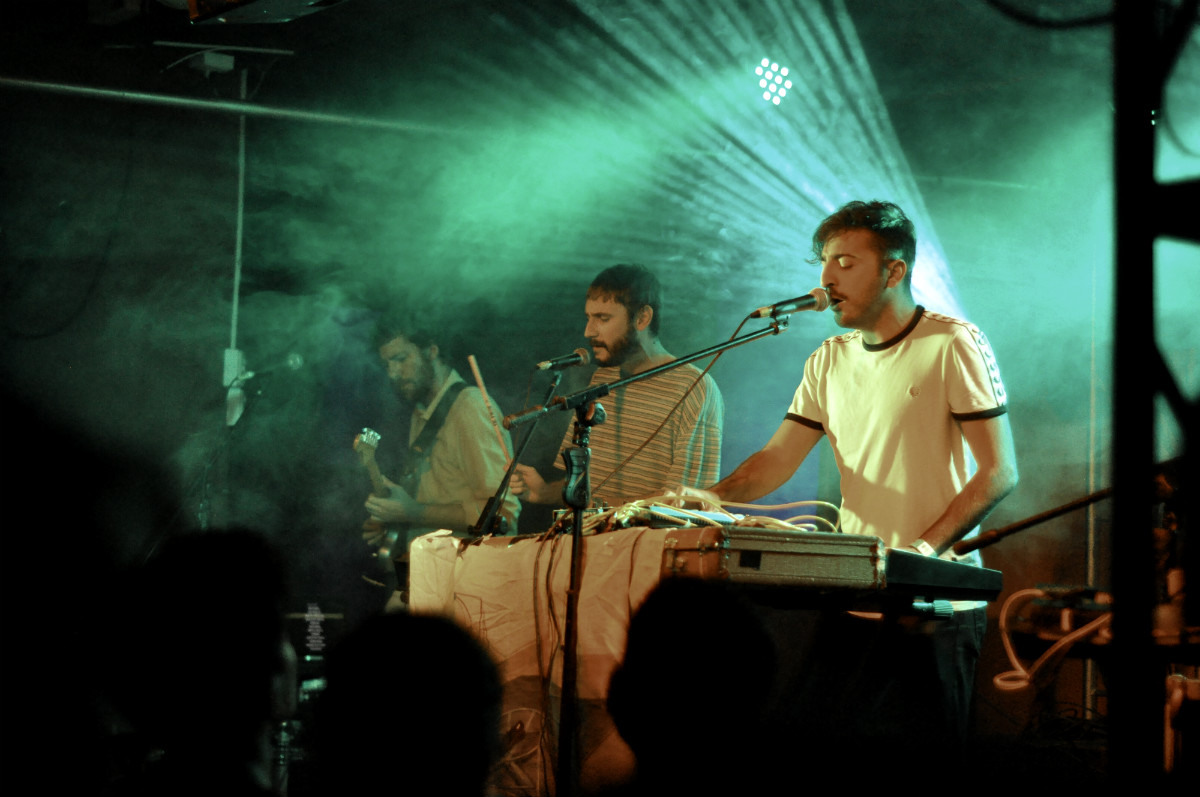
El Guincho (2016)

El Guincho ist das Pseudonym des spanischen Musikers Pablo Díaz-Reixa (* 17. November 1983). Er stammt aus Las Palmas von den kanarischen Inseln. Neben seinen Veröffentlichungen unter diesem Pseudonym ist Díaz-Reixa in Spanien als Liedermacher für Kinderlieder bekannt. Der Durchbruch und weit greifende Bekanntschaft gelang ihm mit dem im Jahre 2008 erschienenen Album Alegranza, das nach der kanarischen Insel Alegranza benannt ist.
Das Lied Bombay vom Album Pop Negro ist außerdem offizieller Soundtrack des Videospiels FIFA 12 der FIFA-Spielreihe von EA Sports.

## Musikalischer Stil
Der Musikstil von El Guincho bewegt sich zwischen Tropicália und Alternative Latin. Zu dieser sehr klassischen südamerikanischen Musik mischt er eine Form des Psychedelic Pop. Seine Musik wurde deshalb auch schon als „space-age exotica“ beschrieben.

## Diskografie
Alben
- 2007: Folías
- 2008: Alegranza!
- 2010: Pop negro
- 2016: HiperAsia

EPs
- 2010: Piratas de Sudamérica

Gastbeiträge
- 2019: Con altura (Rosalía & J Balvin feat. El Guincho) (US: ×2Doppelplatin , MX: ×4Diamant + Vierfachplatin )